# Нехен

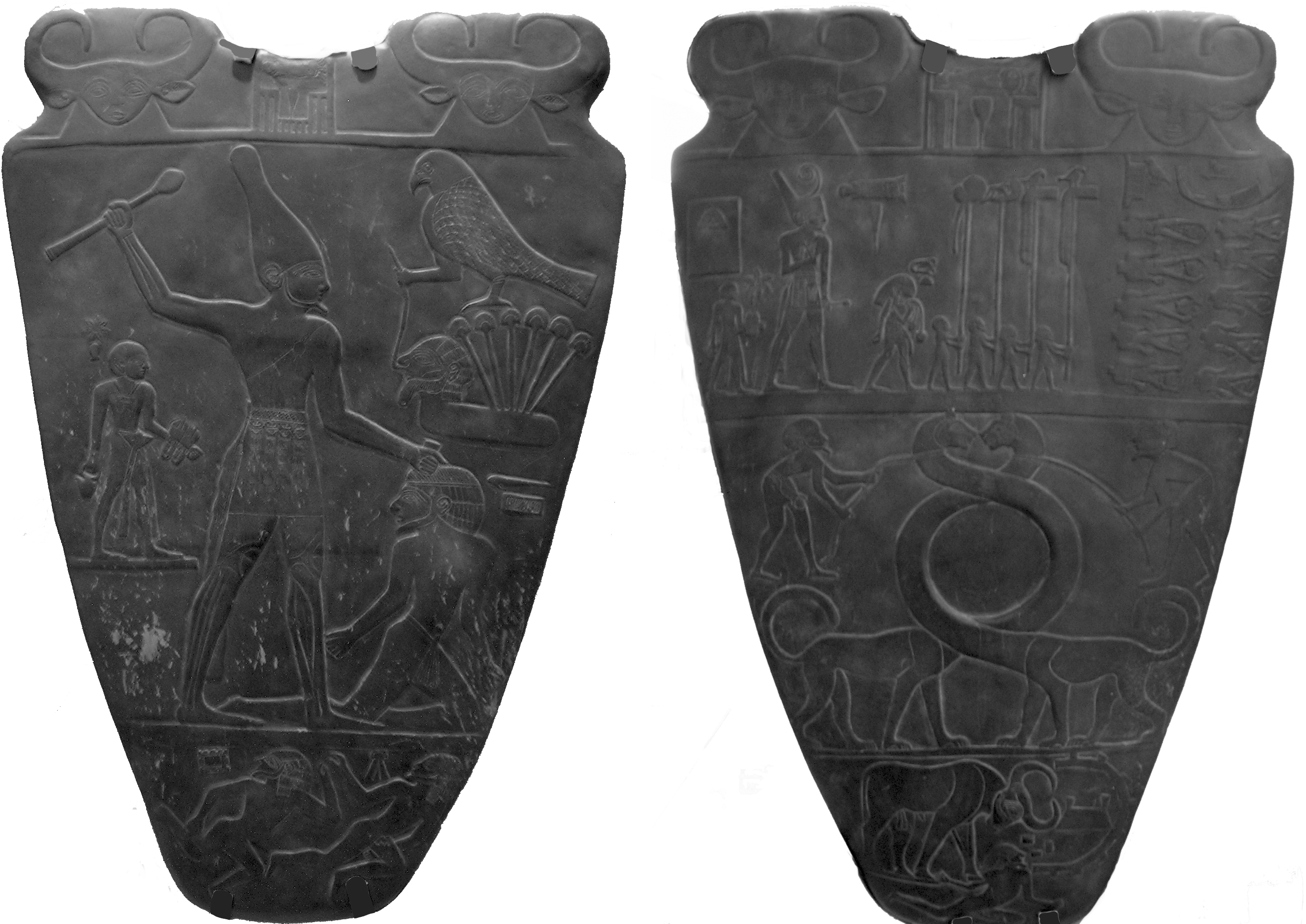
Палетка фараона Нармера. Каїрський музей

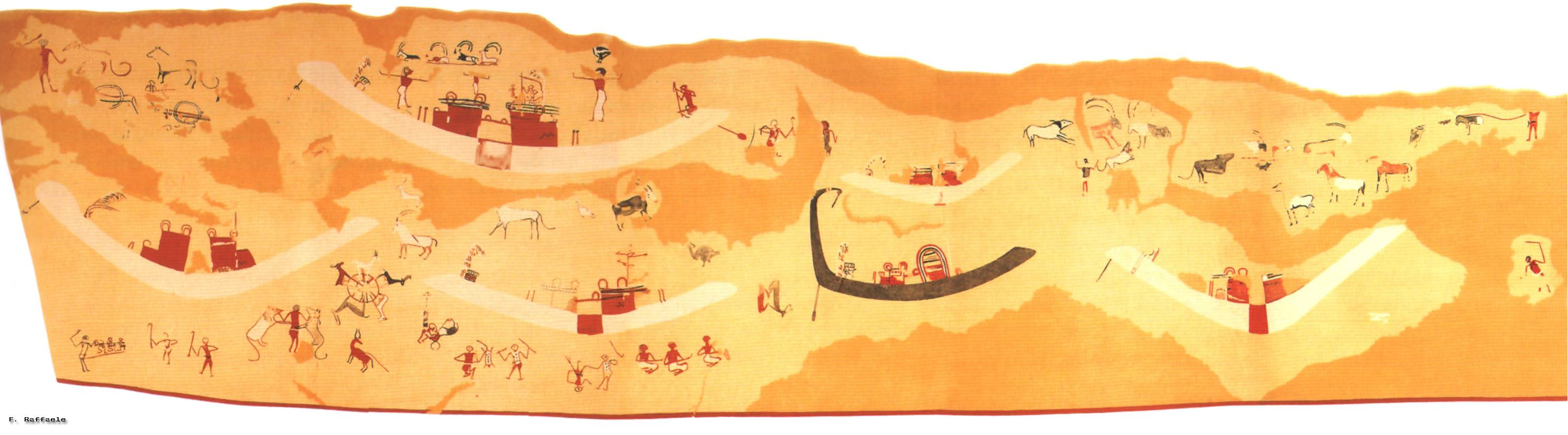
Розписні гробниці. Нехен

Нехен, Ієраконполіс (давньоєгип. nḫn, дав.-гр. Ἱεράκων πόλις) — стародавнє єгипетське місто на західному березі Нілу на північ від Едфу, навпроти культового центру богині Нехбет — міста Ель-Каб. Столиця III ному.

## Історія
Місто було релігійним та політичним центром Верхнього Єгипту кінця додинастичної доби та часів перших династій. Столиця III однойменного верхньоєгипетського ному (Нехен), культовий центр бога Гора Нехенского, на честь якого там було зведено один з найстаріших єгипетських храмів. Той храм залишався важливим культовим місцем навіть після того, як саме місто втратило значення центру держави.
Культ Гора (як і богині Нехбет) пов'язується зі стародавнім тотемним покровителем території септу — самицею шуліки (чи сокола). Окрім Гора й Нехбет до місцевого пантеону входили бог Хнум і Чотири сини Гора.
Перше поселення датується періодом Накада I або пізньобадарійським періодом. За часів свого розквіту, що мав місце близько 3400 до н. е. місто налічувало від 5000 до 10000 жителів.
Дослідження місцевості, де розташовувався Нехен, почались у 1798 єгипетською експедицією Наполеона Бонапарта. Перші розкопки було проведено наприкінці XIX століття англійськими археологами Квібеллом та Гріном. У так званому основному схороненні храму в Нехені вони знайшли важливі додинастичні артефакти, в тому числі церемоніальну палетку Нармера та верхівець булави царя Скорпіона. Серед стародавніх споруд слід відзначити «форт», збудований царем Хасехемуї. Він є майданчиком, оточеним важкою цегляною стіною, та, на думку вчених, не має жодних військових функцій, а пов'язана скоріше з проведенням царських ритуалів. Подібні споруди були також знайдені в Абідосі.
Форт було зведено на місці додинастичних поховань, тому їх розкопки, так само як і дії грабіжників, серйозно пошкодили його стіни, що могло призвести до їх катастрофічному руйнуванню. Упродовж 2005–2006 років реставратори з археологічної місії Рене Фрідмана проводять роботи зі стабілізації структури форту й укріплюють небезпечні ділянки новою цегляною кладкою.